# Scusa ma ti voglio sposare (romanzo)
Scusa ma ti voglio sposare è un romanzo di Federico Moccia, pubblicato il 1º luglio 2009 dalla casa editrice Rizzoli.
È il seguito del romanzo Scusa ma ti chiamo amore pubblicato nel 2007.

## Trama
Alex e Niki tornano dalla loro vacanza sull'Isola del Faro innamorati più che mai. Ma la favola si interrompe bruscamente perché Alex deve tornare a lavorare per una nuova pubblicità e Niki deve iniziare a studiare all'università. Alex decide di sposare Niki, ma non sa come dirglielo. Decide di farle una bellissima sorpresa portandola a Parigi. Dopo due giorni tra shopping e lussi, Alex, aiutato da un amico, fa apparire una enorme scritta: Scusa ma ti voglio sposare. Niki felicissima accetta e così iniziano i preparativi per il matrimonio. Intanto le O.N.D.E., le migliori amiche di Niki, sono cambiate e maturate. Olly sta seguendo uno stage massacrante per diventare stilista e finalmente si innamora, Erika sta recuperando il tempo perso con Giò frequentando nuovi ragazzi, Diletta rimane incinta e Filippo la prende bene: il problema è che non sa come dirlo alle amiche.
Intanto per Alex e Niki, dopo aver informato i genitori della loro intenzione di sposarsi, arriva la prova più difficile: resistere ai preparativi stressanti del matrimonio. Qui inizieranno i veri problemi perché Alex è sempre al lavoro e le sue sorelle stressano Niki perché vogliono essere loro a consigliarla e scegliere per lei i dettagli delle nozze, e lei non riesce a dire di no. In questo frangente si inserisce Guido, un compagno di università di Niki infatuato di lei, con il quale la ragazza rivive le passioni della sua adolescenza: le scappatelle in moto, il surf, le feste con gli amici. Mentre Guido tenta un approccio diretto con Niki, lei è molto più restia a lasciarsi andare, sia perché non è completamente convinta dal ragazzo, sia perché è sentimentalmente legata ad Alex. È tuttavia la crescente pressione del matrimonio, con la paura di non volere una vita "da sposata" ma piuttosto di volere vivere ancora le esperienze della sua età, a far maturare in Niki la decisione di lasciare Alex, tramite una lettera lasciata a casa sua. Alex è distrutto e si rende conto degli errori che ha commesso lasciando Niki in balia degli eventi e proponendogli una vita non adatta a lei. Nel frattempo, Niki si rende conto che l'unica persona con cui può essere veramente felice è solo Alex. Alex quindi va a casa dei genitori di Niki per parlare con la ragazza, che è partita per una vacanza con le amiche di sempre, le O.N.D.E.. Alex decide di partire a bordo di una moto (di cui ha sempre avuto paura a causa di un incidente), simbolo di giovinezza, e raggiunge Niki, a Fuerteventura, dove si dichiara interrompendo un concerto. I due si ricongiungono e decidono quindi di sposarsi sull'Isola del Faro, luogo del loro amore.

## Edizioni
- Federico Moccia, Scusa ma ti voglio sposare, collana Rizzoli romanzo, Rizzoli, 2009,  p. 570, ISBN 978-88-17-03230-8.

## Film
Il 12 febbraio 2010 esce nelle sale cinematografiche il film intitolato Scusa ma ti voglio sposare, tratto dal libro e scritto e diretto dallo stesso Federico Moccia, con protagonista sempre Michela Quattrociocche e Raoul Bova e con le musiche originali di Emanuele Bosi e degli Zero Assoluto.